# Matt Ross
Matthew Brandon "Matt" Ross (Greenwich, Connecticut, 1970. január 3. –) amerikai színész, filmrendező és forgatókönyvíró.
Színészként televíziós alakításai közé tartozik Gavin Belson a Szilícium-völgy és Alby Grant a Hármastársak című HBO-sorozatokban. 2011-ben és 2015-ben Charles Montgomery szerepében játszott az FX csatorna Amerikai Horror Story című horrorsorozatában. A mozivásznon egyebek mellett feltűnt az Amerikai pszichó (2000) és az Aviátor (2004) című filmekben. A 2005-ös Jó estét, jó szerencsét! című film többi szereplőjével együtt Screen Actors Guild-díjra jelölték Legjobb szereplőgárda (mozifilm) kategóriában.
Rendezései és forgatókönyvírói tevékenysége közé tartozik több rövidfilm mellett a Sundance Filmfesztiválon debütáló 28 Hotel Rooms (2012), valamint a Viggo Mortensen főszereplésével készült Captain Fantastic (2016). Utóbbival Ross a 2016-os cannes-i fesztiválon rendezőként Un certain regard-díjat nyert.
Házastársa Phyllis Grant forgatókönyvíró-fotográfus, két gyermekük született: Isabel "Bella" és Dashiell "Dash" Ross.

## Filmográfia

#### Rendező és író
| Év   | Cím                  | Feladatkör | Feladatkör | Feladatkör | Megjegyzések                   |
| Év   | Cím                  | Rendező    | Író        | Producer   | Megjegyzések                   |
| ---- | -------------------- | ---------- | ---------- | ---------- | ------------------------------ |
| 1997 | The Language of Love | Igen       | Igen       | Igen       | rövidfilm                      |
| 2009 | Human Resources      | Igen       | Igen       | Igen       | - rövidfilm - operatőr és vágó |
| 2012 | 28 Hotel Rooms       | Igen       | Igen       | Nem        |                                |
| 2016 | Captain Fantastic    | Igen       | Igen       | Nem        |                                |

#### Színész
| Év   | Magyar cím               | Eredeti cím               | Szerep                    | Magyar hang      |
| ---- | ------------------------ | ------------------------- | ------------------------- | ---------------- |
| 1993 |                          | Little Cory Gory          | Larry                     |                  |
| 1994 | Vakvilág egyetem         | PCU                       | Raji                      | Minárovits Péter |
| 1995 | 12 majom                 | 12 Monkeys                | Bee                       | Bartucz Attila   |
| 1996 |                          | Ed's Next Move            | Eddie Brodsky             |                  |
| 1997 | Ál/Arc                   | Face/Off                  | Loomis ügynök             | Albert Gábor     |
| 1998 |                          | You Are Here              | srác az élelmiszerboltban |                  |
| 1998 | Fű alatt                 | Homegrown                 | Ben Hickson               | Fekete Zoltán    |
| 1998 | A diszkó végnapjai       | The Last Days of Disco    | Dan Powers                | Szokol Péter     |
| 1999 | Vakrepülés               | Pushing Tin               | Ron Hewitt                | Fekete Zoltán    |
| 2000 | Amerikai pszichó         | American Psycho           | Luis Carruthers           | Szokol Péter     |
| 2000 | Botcsinálta ügynök       | Company Man               | Danny                     |                  |
| 2001 | Reszkess, Amerika!       | Just Visiting             | Hunter Cassidy            | Barát Attila     |
| 2001 |                          | Dust                      | Stitch                    |                  |
| 2003 | Pokolba a szerelemmel    | Down with Love            | J.B.                      | Kajtár Róbert    |
| 2004 | Aviátor                  | The Aviator               | Glenn Odekirk             | Kamarás Iván     |
| 2005 | Jó estét, jó szerencsét! | Good Night, and Good Luck | Eddie Scott               | Czvetkó Sándor   |
| 2006 | Az utolsó vakáció        | Last Holiday              | Mr. Adamian               | Fekete Zoltán    |
| 2007 | Az utolsó round          | Turn the River            | David Sullivan            | Rába Roland      |

#### Televízió
| Év        | Magyar cím                           | Eredeti cím                         | Szerep                    | Megjegyzések                                              |
| --------- | ------------------------------------ | ----------------------------------- | ------------------------- | --------------------------------------------------------- |
| 1997      | Ötösfogat                            | Party of Five                       | Aaron Hughes              | 1 epizód                                                  |
| 1997      | Oz                                   | Oz                                  | Anthony Nowakowski rendőr | 1 epizód                                                  |
| 1997      |                                      | Buffalo Soldiers                    | Calhoun százados          | tévéfilm                                                  |
| 1997      |                                      | A Deadly Vision                     | a gyilkos                 | tévéfilm                                                  |
| 1999      | Harmadik műszak                      | Third Watch                         | Leonard                   | 1 epizód                                                  |
| 2002      | A rózsa vére                         | Stephen King's Rose Red             | Emery Waterman            | - minisorozat (3 epizód) - magyar hangja: - Fekete Zoltán |
| 2003      | Angyali érintés                      | Touched by an Angel                 | Pete                      | 1 epizód                                                  |
| 2003      | Sírhant művek                        | Six Feet Under                      | Daniel Showalter          | 1 epizód                                                  |
| 2003      | Divatalnokok                         | Just Shoot Me                       | Adam                      | 1 epizód                                                  |
| 2005      | Dr. Csont                            | Bones                               | Neil Meredith             | 1 epizód                                                  |
| 2006      | CSI: Miami helyszínelők              | CSI: Miami                          | Paul Burton               | 1 epizód                                                  |
| 2006      | Rejtélyek városa                     | Invasion                            | Vince                     | 1 epizód                                                  |
| 2006      | Gyilkos számok                       | Numbers                             | Joel Hellman              | 1 epizód                                                  |
| 2006–2011 | Hármastársak                         | Big Love                            | Alby Grant                | 49 epizód                                                 |
| 2010      | CSI: A helyszínelők                  | CSI: Crime Scene Investigation      | Charlie DeMasa            | 1 epizód                                                  |
| 2011      | Amerikai Horror Story: A gyilkos ház | American Horror Story: Murder House | Charles Montgomery        | 6 epizód                                                  |
| 2012–2013 | Bűnös Miami                          | Magic City                          | Jack Klein                | 14 epizód                                                 |
| 2013      | Revolution                           | Revolution                          | Titus Andover             | 4 epizód                                                  |
| 2013      |                                      | Ring of Fire                        | Johnny Cash               | tévéfilm                                                  |
| 2014–2019 | Szilícium-völgy                      | Silicon Valley                      | Gavin Belson              | - főszereplő - magyar hangja: - Csankó Zoltán             |
| 2015      | Amerikai Horror Story: Hotel         | American Horror Story: Hotel        | Charles Montgomery        | 1 epizód                                                  |

## Fordítás
- Ez a szócikk részben vagy egészben  a   Matt Ross (actor) című angol Wikipédia-szócikk fordításán alapul.  Az eredeti cikk szerkesztőit annak laptörténete sorolja fel. Ez a jelzés csupán a megfogalmazás eredetét és a szerzői jogokat jelzi, nem szolgál a cikkben szereplő információk forrásmegjelöléseként.